# سماك داون! 2: نو يور رول
سماك داون! 2 نو يور رول (بالإنجليزية: WWF SmackDown! 2: Know Your Role)‏ وتسمى في اليابان (Exciting Pro Wrestling 2)، هي لعبة فيديو إلكترونية من نوع رياضة المصارعة الحرة، طورها ونشرها شركة يوكز اليابانية بالترخيص من شركة تي إتش كيو الأمريكية، ويكون شخصيات مصارعة الحرة مثل ذا روك وأندرتيكر وغيرهم، حيث حققت المبيعات نحو أكثر من 3 ملايين نسخة حول العالم.

## لمحة عامة
شهد وضع "الموسم" تعديلات جذرية في هذه اللعبة، وقد لاقت هذه التغييرات ردود فعل متباينة من المعجبين والنقاد على حد سواء. بإمكان اللعب الحصول على مصارعين وحركات مصارعة وحلبات جديدة مع تقدمه في الموسم. يدعم وضع "الموسم" تعدد اللاعبين، حيث يستطيع ما يصل إلى أربعة لاعبين اللعب في آن واحد خلال "الموسم". وتتيح اللعبة فتح شخصيات شهيرة مثل شون مايكلز، وستون كولد ستيف أوستن، وميك فولي، وديبرا.

## وصلة خارجية
- سماك داون! 2: نو يور رول على موبي غيمز